# Freispruch für Old Shatterhand
Freispruch für Old Shatterhand ist ein Fernsehfilm des ZDF von 1965 mit dem Untertitel Ein Dokumentarspiel über den Prozeß Karl Mays gegen Rudolf Lebius.
Dieser „Semi-Dokumentation“ genannte Film beschäftigt sich mit der Verhandlung vor dem Schöffengericht Berlin-Charlottenburg am 12. April 1910, als Karl May seinen Widersacher Rudolf Lebius wegen Beleidigung verklagte. Lebius hatte ihn einen „geborenen Verbrecher“ genannt.

## Filmhandlung
Lebius bringt während der Verhandlung Beweise für Mays Vorstrafen. In Rückblenden erinnert sich May an seine Zeit im Arbeits- und Zuchthaus und an die verschiedenen Straftaten mit seinem Kumpan Priegel.
Mays Anwalt und auch May selbst versuchen, die „andere Seite“ zu zeigen: die Ursachen und psychologischen Gründe zu verdeutlichen, die ihn zum Verbrecher werden ließen. Und sie beweisen, dass May geläutert ist. Eingebunden sind dabei Mays Phantasien in Form von Filmausschnitten aus den Karl-May-Filmen mit Lex Barker und Pierre Brice.